# Ласло Біро (борець)
Ласло Біро (угор. László Bíró; нар. 9 липня 1960, Тура, медьє Пешт) — угорський борець вільного та греко-римського стилів, срібний призер чемпіонату світу, чемпіон та дворазовий срібний призер чемпіонатів Європи з вільної боротьби, учасник двох Олімпійських ігор у змаганнях з вільної боротьби.

## Життєпис
Виступав за спортивний клуб «Ференцварош» Будапешт. Основні успіхи пов'язані з вільною боротьбою, проте іноді брав участь і посідав призові місця у міжнародних турнірах з греко-римської боротьби. 

## Спортивні результати на міжнародних змаганнях

### Виступи на Олімпіадах
| Змагання                    | Збірна   | Вагова категорія          | Місце |
| --------------------------- | -------- | ------------------------- | ----- |
| Літні Олімпійські ігри 1980 | Угорщина | вільна боротьба, до 48 кг | 6     |
| Літні Олімпійські ігри 1988 | Угорщина | вільна боротьба, до 52 кг | 4     |

### Виступи на Чемпіонатах світу
| Змагання                        | Збірна   | Вагова категорія          | Місце  |
| ------------------------------- | -------- | ------------------------- | ------ |
| Чемпіонат світу з боротьби 1983 | Угорщина | вільна боротьба, до 48 кг | 4      |
| Чемпіонат світу з боротьби 1985 | Угорщина | вільна боротьба, до 48 кг | 4      |
| Чемпіонат світу з боротьби 1986 | Угорщина | вільна боротьба, до 48 кг | Срібло |
| Чемпіонат світу з боротьби 1987 | Угорщина | вільна боротьба, до 48 кг | 6      |
| Чемпіонат світу з боротьби 1990 | Угорщина | вільна боротьба, до 52 кг | 10     |
| Чемпіонат світу з боротьби 1991 | Угорщина | вільна боротьба, до 52 кг | 11     |

### Виступи на Чемпіонатах Європи
| Змагання                         | Збірна   | Вагова категорія                 | Місце  |
| -------------------------------- | -------- | -------------------------------- | ------ |
| Чемпіонат Європи з боротьби 1980 | Угорщина | вільна боротьба, до 48 кг        | 5      |
| Чемпіонат Європи з боротьби 1982 | Угорщина | вільна боротьба, до 48 кг        | Золото |
| Чемпіонат Європи з боротьби 1983 | Угорщина | вільна боротьба, до 48 кг        | Срібло |
| Чемпіонат Європи з боротьби 1984 | Угорщина | вільна боротьба, до 48 кг        | Срібло |
| Чемпіонат Європи з боротьби 1986 | Угорщина | вільна боротьба, до 52 кг        | 7      |
| Чемпіонат Європи з боротьби 1986 | Угорщина | греко-римська боротьба, до 52 кг | 9      |
| Чемпіонат Європи з боротьби 1988 | Угорщина | вільна боротьба, до 52 кг        | 10     |
| Чемпіонат Європи з боротьби 1989 | Угорщина | вільна боротьба, до 52 кг        | 7      |
| Чемпіонат Європи з боротьби 1990 | Угорщина | вільна боротьба, до 52 кг        | 5      |
| Чемпіонат Європи з боротьби 1991 | Угорщина | вільна боротьба, до 52 кг        | 6      |
| Чемпіонат Європи з боротьби 1992 | Угорщина | вільна боротьба, до 52 кг        | 10     |

### Виступи на Кубках світу
| Змагання                    | Збірна   | Вагова категорія                 | Місце |
| --------------------------- | -------- | -------------------------------- | ----- |
| Кубок світу з боротьби 1986 | Угорщина | греко-римська боротьба, до 52 кг | 4     |

### Виступи на інших змаганнях
| Змагання                             | Збірна   | Вагова категорія                 | Місце  |
| ------------------------------------ | -------- | -------------------------------- | ------ |
| Гран-прі Німеччини з боротьби 1980   | Угорщина | вільна боротьба, до 48 кг        | 6      |
| Суперчемпіонат світу з боротьби 1985 | Угорщина | вільна боротьба, до 48 кг        | Срібло |
| Золотий Гран-прі з боротьби 1987     | Угорщина | греко-римська боротьба, до 48 кг | Срібло |
| Гала гран-прі FILA 1988              | Угорщина | вільна боротьба, до 52 кг        | 5      |
| Гран-прі Німеччини з боротьби 1988   | Угорщина | вільна боротьба, до 52 кг        | 5      |
| Турнір Акрополіса 1990               | Угорщина | вільна боротьба, до 52 кг        | Срібло |
| Гран-прі Німеччини з боротьби 1990   | Угорщина | вільна боротьба, до 52 кг        | 10     |

### Виступи на змаганнях молодших вікових груп
| Змагання                                       | Збірна   | Вагова категорія          | Місце |
| ---------------------------------------------- | -------- | ------------------------- | ----- |
| Чемпіонат світу з боротьби серед юніорів 1979  | Угорщина | вільна боротьба, до 48 кг | 5     |
| Чемпіонат Європи з боротьби серед юніорів 1980 | Угорщина | вільна боротьба, до 48 кг | 4     |